# Arbutyna
Arbutyna (β-glukozyd hydrochinonu) – organiczny związek chemiczny z grupy glikozydów fenolowych.
Występuje w wielu roślinach, np. w majeranku, lebiodce i liściach drzew. Jej utlenianie jest przyczyną czernienia zawierających ją liści.
Ma działanie dezynfekujące drogi moczowe dzięki hydrolizie w środowisku zasadowym do hydrochinonu, będącym właściwym środkiem aktywnym. Reakcja ta nie zachodzi w środowisku obojętnym i kwasowym, jest też hamowana przez pochodne kwasu galusowego.